# Ванцагелло
Ванцагелло (итал. Vanzaghello) — коммуна в Италии, в провинции Милан области Ломбардия.
Население составляет 5065 человек (на 2004 г.), плотность населения составляет 977 чел./км². Занимает площадь 5 км². Почтовый индекс — 20020. Телефонный код — 0331.
Покровителем коммуны почитается святитель Амвросий Медиоланский, празднование в третий понедельник мая.